# Werner Ehrig
Werner Julius Clemens Ehrig (* 22. April 1897 in Eibenstock; † 31. Januar 1981 in Oldenburg) war ein deutscher Offizier, zuletzt Generalleutnant im Zweiten Weltkrieg.

## Leben
Werner Ehrig trat am 18. September 1914 als Fahnenjunker in die Armee ein und wurde am 3. Dezember 1915 mit Patent zum 23. Mai 1916 im Infanterie-Regiment 108 zum Leutnant befördert. Er diente als Offizier im Ersten Weltkrieg.
Nach Ende des Krieges wurde er in die Reichswehr übernommen. Am 1. November 1925 zum Oberleutnant befördert, war er 1930 in der 13. (Minenwerfer)-Kompanie des 11. Infanterie-Regiments.
Am 1. Januar 1937 wurde er Major und war 1939 im Generalstab des XIII. Armeekorps (Nürnberg). Vom 1. März 1939 bis 26. August 1939 war er Erster Generalstabsoffizier (Ia) bei der 22. Infanterie-Division, ab April 1939 Oberstleutnant. Ab dem 25. Oktober 1939 war er Kommandeur des II. Bataillons des Infanterie-Regiments 216. Mitte März 1940 wurde er zur 164. Infanterie-Division kommandiert. Chef des Generalstabes des LXXXVII. Armeekorps war er im Jahre 1942. Anfang Februar 1942 wurde er mit Patent zum 1. April 1941 zum Oberst befördert.
Ende Oktober 1943 übernahm er, nachdem sich die Division aus der Ukraine zurückziehen musste, das Kommando über die 340. Infanterie-Division. Diese wurde Ende 1943 zerschlagen und anschließend wieder aufgebaut. Am 1. Januar 1944 wurde Ehrig Generalmajor. Im April 1944 wurde die Division bei Brody eingeschlossen, konnte sich aber befreien. Mitte Juni 1944 gab er das Kommando an den Generalmajor Otto Beutler ab. Anfang Juli 1944 wurde er Kommandeur der neu aufgestellten Schattendivision Infanterie-Division Grafenwöhr, welche Mitte Juli 1944 zur Aufstellung der 544. Grenadier-Division verwendet wurde. Ehrig wurde Kommandeur der 544. Grenadier-Division, ebenso wie auch der aus der 544. Grenadier-Division hervorgegangenen 544. Volksgrenadier-Division. Seine Beförderung zum Generalleutnant erfolgte am 9. November 1944. Ab Anfang Januar 1945 war die 544. Volksgrenadier-Division im Verbund mit der 17. Armee in der Weichsel-Oder-Operation und der Westkarpatische Operation eingebunden. Die Division geriet im Mai 1945 in Böhmen in sowjetische Kriegsgefangenschaft.

## Auszeichnungen (Auswahl)
- Eisernes Kreuz (1914) II. und I. Klasse
- Sächsischer Albrechts-Orden, Ritterkreuz 2. Klasse mit Schwertern[6]
- Silberne Friedrich-August-Medaille[6]
- Verwundetenabzeichen (1918) in Schwarz
- Spange zum Eisernen Kreuz II. und I. Klasse
- Deutsches Kreuz in Gold am 14. Juli 1944
- Ritterkreuz des Eisernen Kreuzes am 26. Mai 1940[7][8]